# Сипи
Сипи (исп. Sipí) — небольшой город и муниципалитет на западе Колумбии, на территории департамента Чоко. Входит в состав субрегиона Сан-Хуан.

## История
Поселение, из которого позднее вырос город, было основано в 1556 году конкистадором Диего Марином де Авилой. Муниципалитет Сипи был выделен в отдельную административную единицу в 1956 году.

## Географическое положение

Муниципалитет Сипи

Город расположен в юго-восточной части департамента, в предгорьях горного хребта Западная Кордильера, на правом берегу реки Сипи (приток реки Сан-Хуан), на расстоянии приблизительно 113 километров к югу от города Кибдо, административного центра департамента. Абсолютная высота — 126 метров над уровнем моря.
Муниципалитет Сипи граничит на севере с территориями муниципалитетов Новита и Сан-Хосе-дель-Пальмар, на северо-западе — с муниципалитетом Медио-Сан-Хуан, на юго-западе — с муниципалитетом Истмина, на юге — с муниципалитетом Литораль-де-Сан-Хуан, на востоке — с территорией департамента Валье-дель-Каука. Площадь муниципалитета составляет 196,56 км².

## Население
По данным Национального административного департамента статистики Колумбии, совокупная численность населения города и муниципалитета в 2015 году составляла 4048 человек.
Динамика численности населения муниципалитета по годам:
| 2005 | 2006 | 2007 | 2008 | 2009 | 2010 | 2011 | 2012 | 2013 | 2014 | 2015 |
| ---- | ---- | ---- | ---- | ---- | ---- | ---- | ---- | ---- | ---- | ---- |
| 3481 | 3537 | 3588 | 3646 | 3695 | 3762 | 3815 | 3869 | 3935 | 3984 | 4048 |

Согласно данным переписи 2005 года мужчины составляли 53,9 % от населения Сипи, женщины — соответственно 46,1 %. В расовом отношении негры, мулаты и райсальцы составляли 94,9 % от населения города; индейцы — 4,9 %; белые и метисы — 0,2 %.
Уровень грамотности среди всего населения составлял 71,5 %.

## Экономика
Основу экономики составляют добыча золота и платины, а также сельское хозяйство.